# Recques-sur-Hem
Recques-sur-Hem là một xã trong tỉnh Pas-de-Calais, vùng Hauts-de-France, Pháp.

## Địa lý
Recques-sur-Hem lies 10 miles (16 km) về phía tây bắc Saint-Omer, trên đường D217, bên bờ sông Hem.

## Dân số
| 1962                                                              | 1968 | 1975 | 1982 | 1990 | 1999 | 2006 |
| ----------------------------------------------------------------- | ---- | ---- | ---- | ---- | ---- | ---- |
| 338                                                               | 359  | 325  | 355  | 409  | 504  | 597  |
| Số liệu điều tra dân số tính từ năm 1962, dân số chỉ tính một lần |      |      |      |      |      |      |

## Địa điểm nổi bật
- Nhà thờ thế kỷ 13 St.Wandrille.
- Lâu đài thế kỷ 18 Cocove